# No Fuel Left for the Pilgrims
| Críticas profissionais | Críticas profissionais |
| Avaliações da crítica  | Avaliações da crítica  |
| Fonte                  | Avaliação              |
| ---------------------- | ---------------------- |
| allmusic               | [ 1 ]                  |

No Fuel Left for the Pilgrims é o terceiro álbum de estúdio da banda dinamarquesa de hard rock D-A-D, lançado em 1989 pela gravadora Warner Bros.. Quatro canções foram lançadas como singles: "Sleeping My Day Away", "Girl Nation", "Point of View" e "Jihad". "Sleeping My Day Away" alcançou a posição #23 na parada Album Rock Tracks da Billboard e seu videoclipe recebeu alta execução na MTV.
Através desse álbum, D-A-D foi a primeira banda dinamarquesa a se destacar internacionalmente. De acordo com a revista Billboard, o álbum vendeu mais de 400 mil cópias.
Em 2015, a revista Rolling Stone listou No Fuel Left for the Pilgrims número 42 em sua lista 50 Greatest Hair Metal Albums of All Time.

## Faixas
| N.º | Título                 | Duração |  |
| 1.  | "Sleeping My Day Away" |         |  |
| 2.  | "Jihad"                |         |  |
| 3.  | "Point of View"        |         |  |
| 4.  | "Rim of Hell"          |         |  |
| 5.  | "ZCMI"                 |         |  |
| 6.  | "True Believer"        |         |  |
| 7.  | "Girl Nation"          |         |  |
| 8.  | "Lords of the Atlas"   |         |  |
| 9.  | "Overmuch"             |         |  |
| 10. | "Siamese Twin"         |         |  |
| 11. | "Wild Talk"            |         |  |
| 12. | "Ill Will"             |         |  |

## Certificações
| Dinamarca (IFPI Danmark)                  | 2× Platina | 40.000* |
| *número de vendas baseado na certificação |            |         |